# Нотгельд

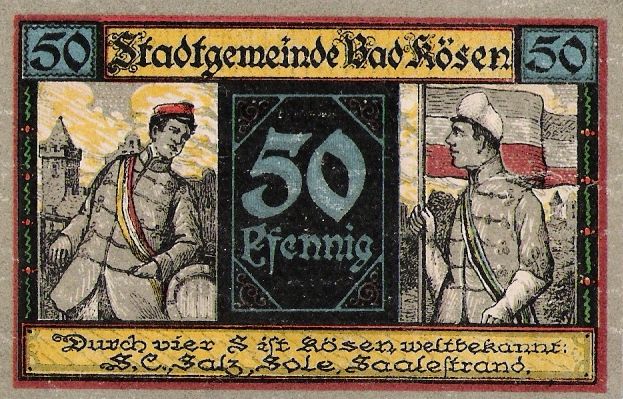
Банкнота в 50 пфенігів (Bad Kösen 1921)

Нотгельди (нім. Notgeld — надзвичайні/вимушені гроші) — спеціальні гроші, випущені в обіг різними органами місцевої влади, а також неурядовими організаціями в період з 1914 по 1924 роки в Німеччині, Австро-Угорщині, Франції, Бельгії і деяких інших країнах у зв'язку з кризою, нестачею готівки і гіперінфляцією. У зв'язку з тим, що гроші не були випущені Центральним банком — вони, за законодавством країни, не були законним платіжним засобом. Попри це, вони залишалися поширеним платіжним засобом на території їх обігу.

## Особливості нотгельдів
Нотгельди найчастіше випускались у вигляді банкнот (папір, картон). Інколи їх матеріал міг бути досить незвичайним — алюмінієва фольга, шовк, шкіра, дерево. Зустрічаються нотгельди, виготовлені з колоди гральних карт. Також карбувались монети (в основному з алюмінію, цинку, заліза, рідко — мідь та бронза). Особливо цікаві серії нотгельдів випущених з порцеляни (Саксонія).

## Нотгельди Першої світової війни
В ході Першої світової війни, а також після її закінчення в містах і містечках Німеччини проявилась гостра нестача готівки, в першу чергу розмінної монети. Срібло швидко зникло із обігу, осівши в схованках збережливих громадян. Всі ресурси Німеччини були спрямовані на війну з Росією та Антантою, так що німецька мідна і нікелева монета вслід за срібною згинула в котлі світової війни. До того ж, деякі крупні міста Німеччини накопичували монети для невідомих і непередбачених цілей.
Щоб хоч якось вирішити дану проблеми, банк Німеччини дозволив деяким містам випустити замість загальної розмінної монети свої сурогати. Ці гроші і отримали назву «надзвичайні гроші» (Notgeld), так як до їх випуску привели надзвичайні обставини.
Вперше нотгельди були випущені 31 липня 1914 року, в Бремені, номіналом в 1, 2 и 2,5 марок, віддруковані вони були на грубому папері гектографним методом. На перших нотгельдах не було ніякого серійного номера і жодного підпису. Повна емісія трьох номіналів становила 100 марок.
З часом все більше і більше міст і містечок стали карбувати свої гроші. Причому карбуванням нотгельдів зайнялись не лише муніципалітети, але й різні недержавні організації і фірми. Зустрічаються нотгельди, викарбувані магазинами чи навіть столовими. Це призвело до того, що в деяких містах для показу свої індивідуальності стали зображувати місцеві пам'ятки, місцевих героїв, зображати на нотгельдах деякі історичні події.

## Нотгельди часів гіперінфляції в Німеччині

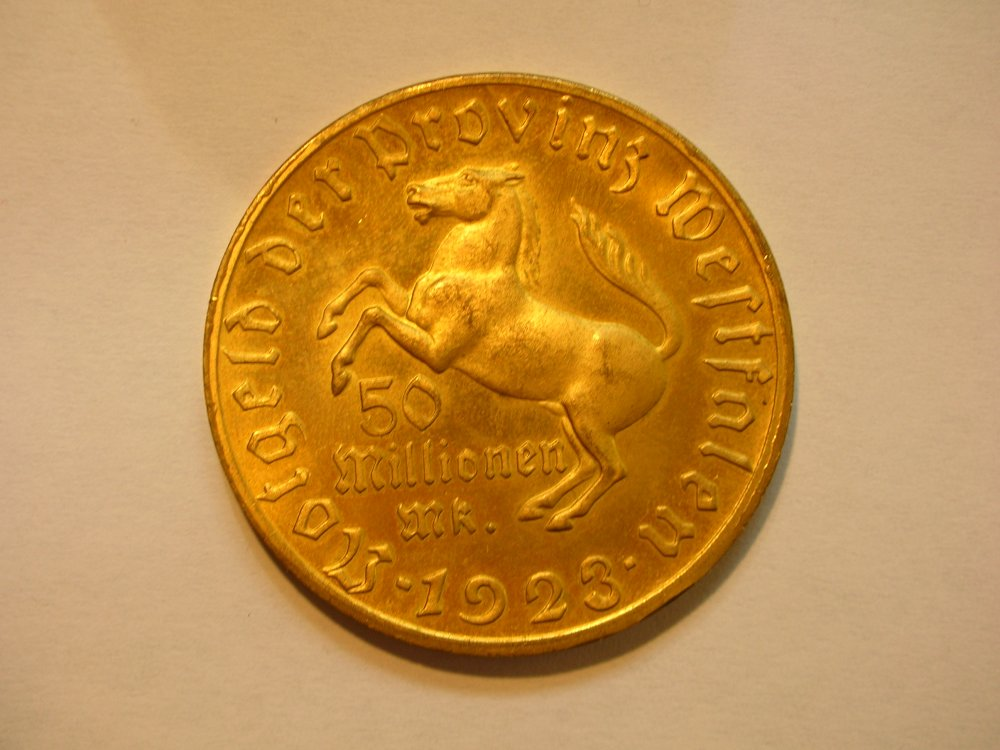
Монета номіналом 50 мільйонів марок, нотгельд провинції Вестфалія, 1923

Гіперінфляція, яка вразила Німеччину в 1923 році, породила новий вид нотгельдів — інфляційний нотгельд. Правда тепер номінал їх був значно вищим і становив тисячі, мільйони і мільярди. Оскільки гроші стали такими нестійкими, нотгельди були також випущені у формі продуктів або інших валют: пшениця, жито, цукор, вугілля, деревина, природний газ, електроенергія, золото, або американські долари. Ці гроші були відомі, як wertbeständiges Geld. Проте карбування нотгельдів низьких номіналів не припинилось, але це були рекламні випуски, призначені для колекціонерів, так як їх яскравість і кількість спонукали багатьох зайнятися колекціонуванням.
Всього за період з 1914 по 1923 роки викарбувано декілька сотень тисяч різних нотгельдів як металевих, так і паперових. Подібні грошові знаки карбувались в Австрії і інших європейських державах (Франції, Бельгії та інші).

## Нотгельди українських міст 1914—1918 років
Під час війни, щоб пом'якшити нестачу в обігу монет, уряд Австро-Угорщини на початку серпня 1914 року дозволив Австро-угорському банку випустити «грошові зошити», на «сторінках» яких були надруковані монети вартістю від 1 геллера до 5 крон. Власники промислових підприємств та торгівельних установ вирізали із зошита «монету» необхідного номіналу, щоб мати можливість видавати здачу з банкнот великого номіналу. Проте викликана війною економічна ситуація потребувала нових емісій. З огляду на це, австрійський уряд дозволив міським органам самоврядування розв'язувати проблему самостійно та випускати замість офіційної розмінної монети свої сурогати. Ряд міст Галичини, скориставшись дозволом, випустили паперові бони номіналами від 10 геллерів до 5 крон.
| - 5 крон 1918 (Жидачів) - Набір з 9 бон 1914 року (Дрогобич) - 1 крона 1914 року (Тернопіль) - 50 геллерів 1914 року (Тернопіль) |

## Після Другої світової війни
Після Другої світової війни до грошової реформи в Німеччині неофіційним засобом взаєморозрахунків були цигарки. Розраховувались пачками чи блоками.

## Галерея

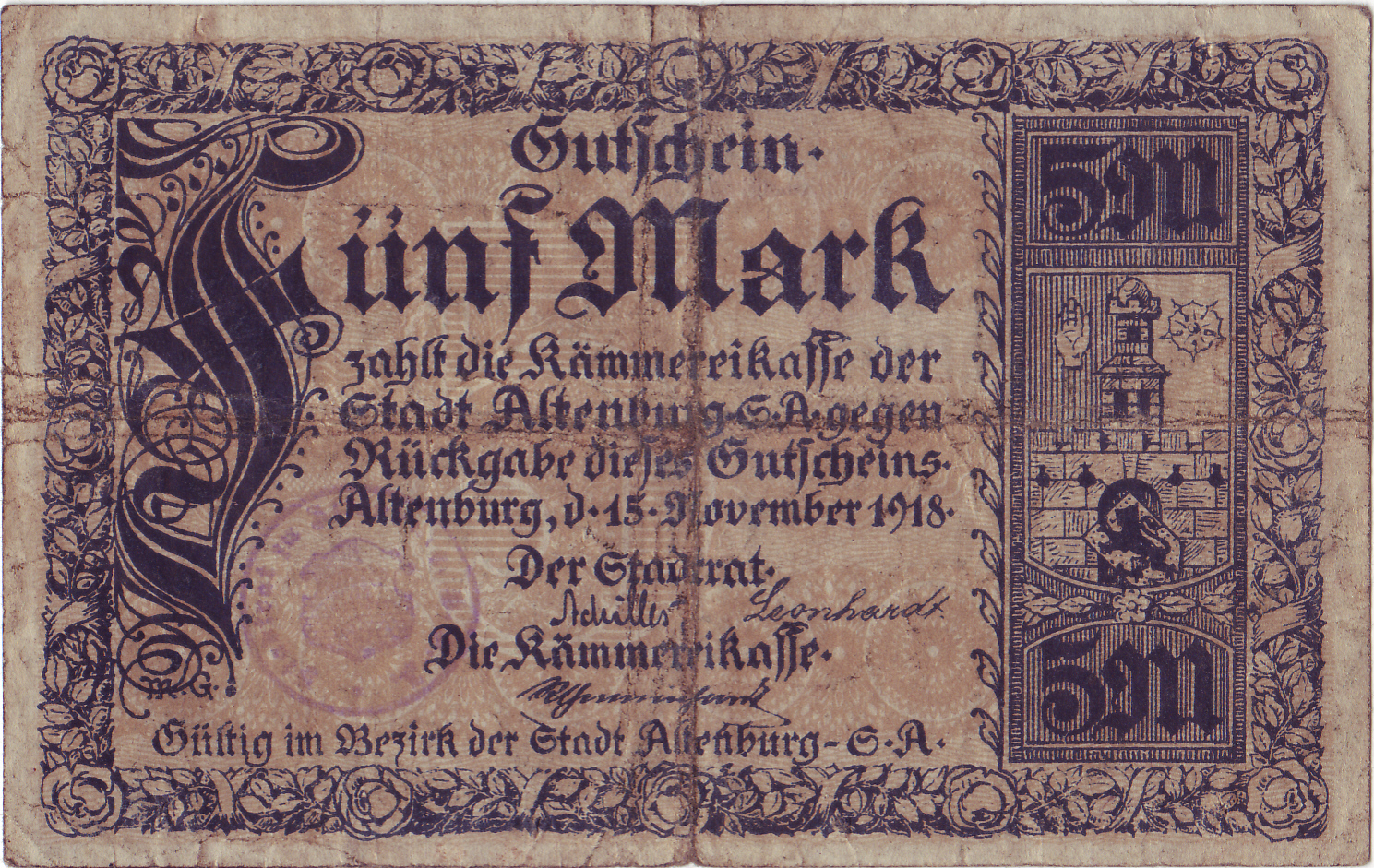
5 марок (Альтенбург, 1918)
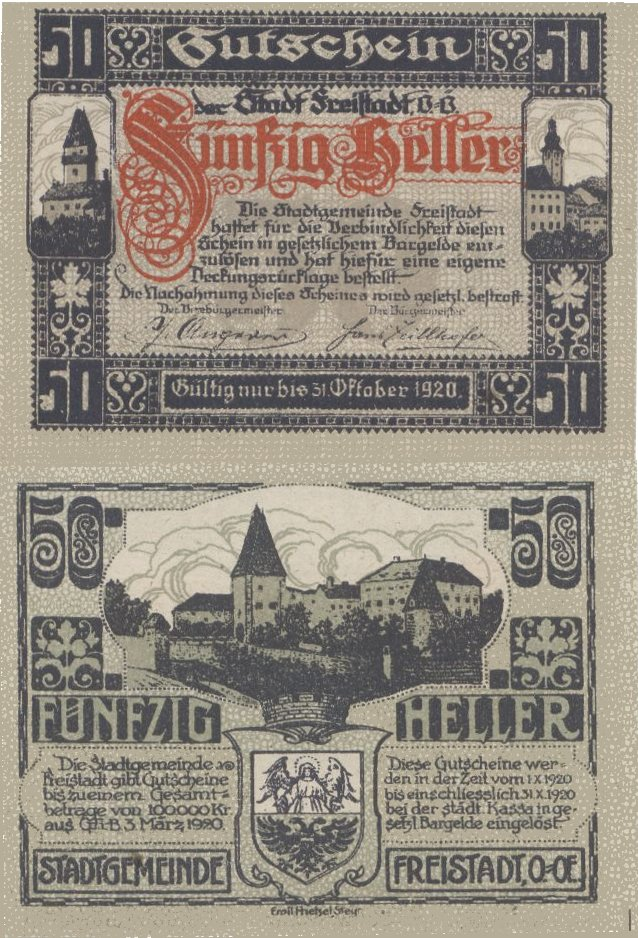
50 геллерів (Фрайштадт, Верхня Австрія, 1920)
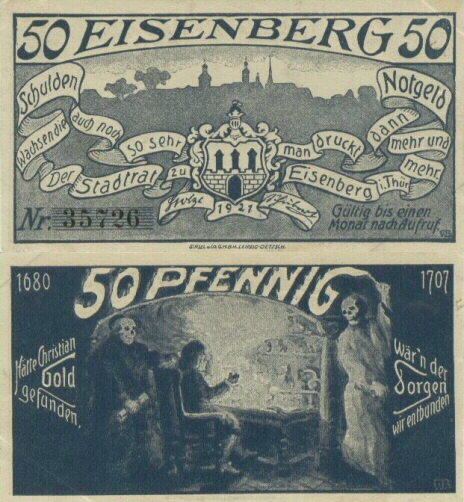
50 пфеннігів (Айзенберг, 1921)
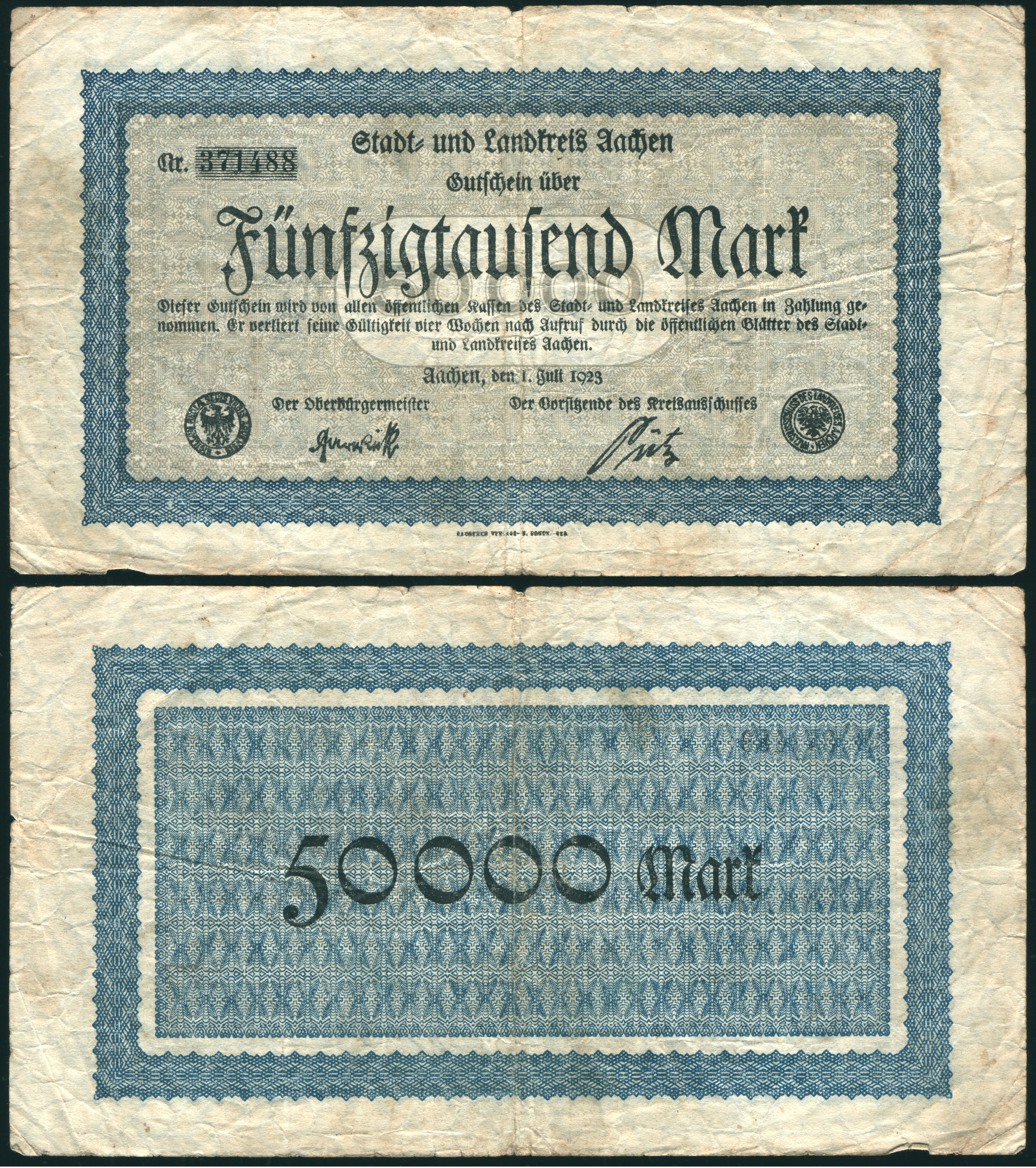
50 000 марок (Ахен, 1923)
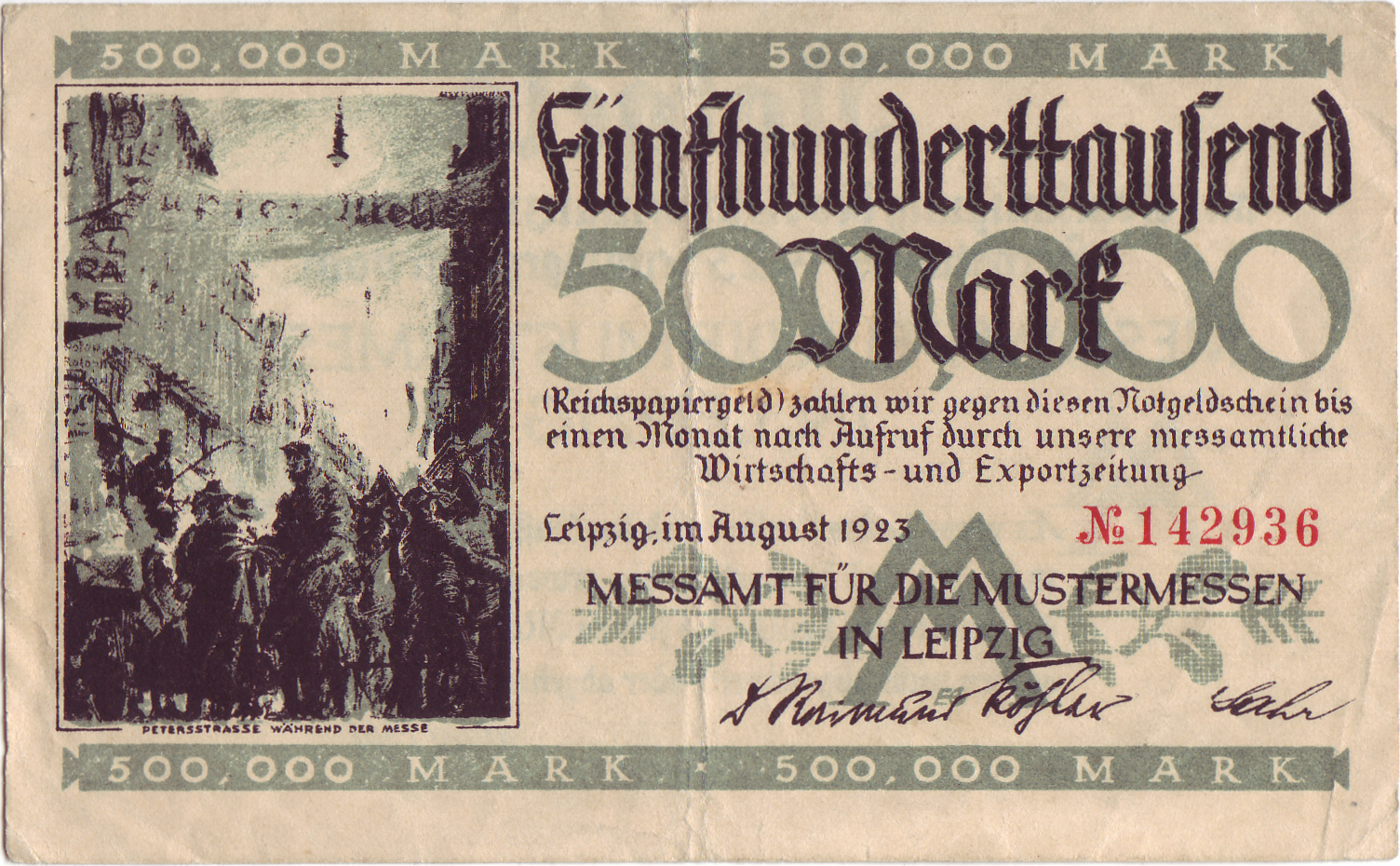
500 000 марок (Лейпциг, 1923)
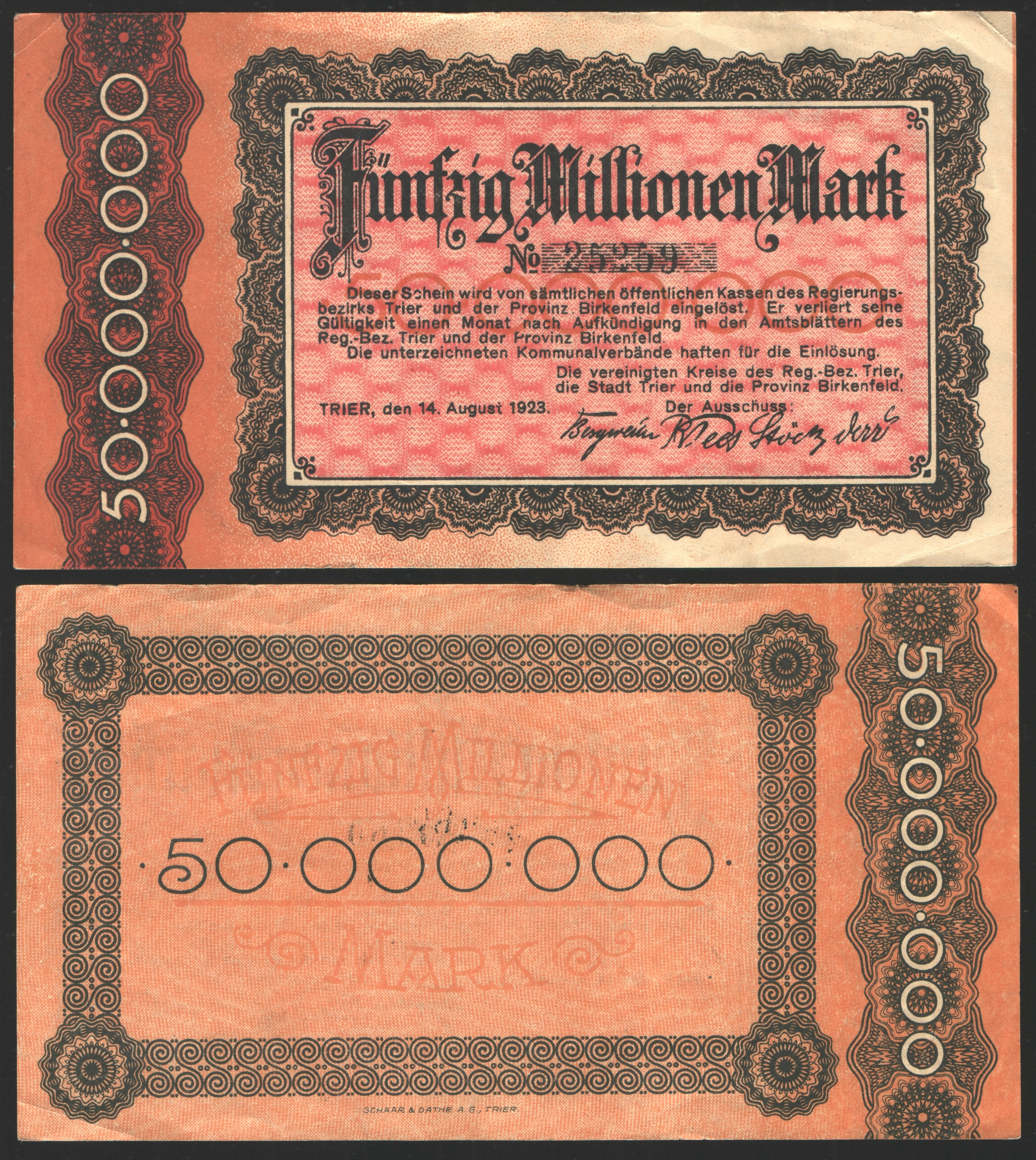
50 000 000 марок (Трір, 1923)